# Polygala umbonata
Polygala umbonata là một loài thực vật có hoa trong họ Polygalaceae. Loài này được Craib miêu tả khoa học đầu tiên năm 1916.